# IC2000

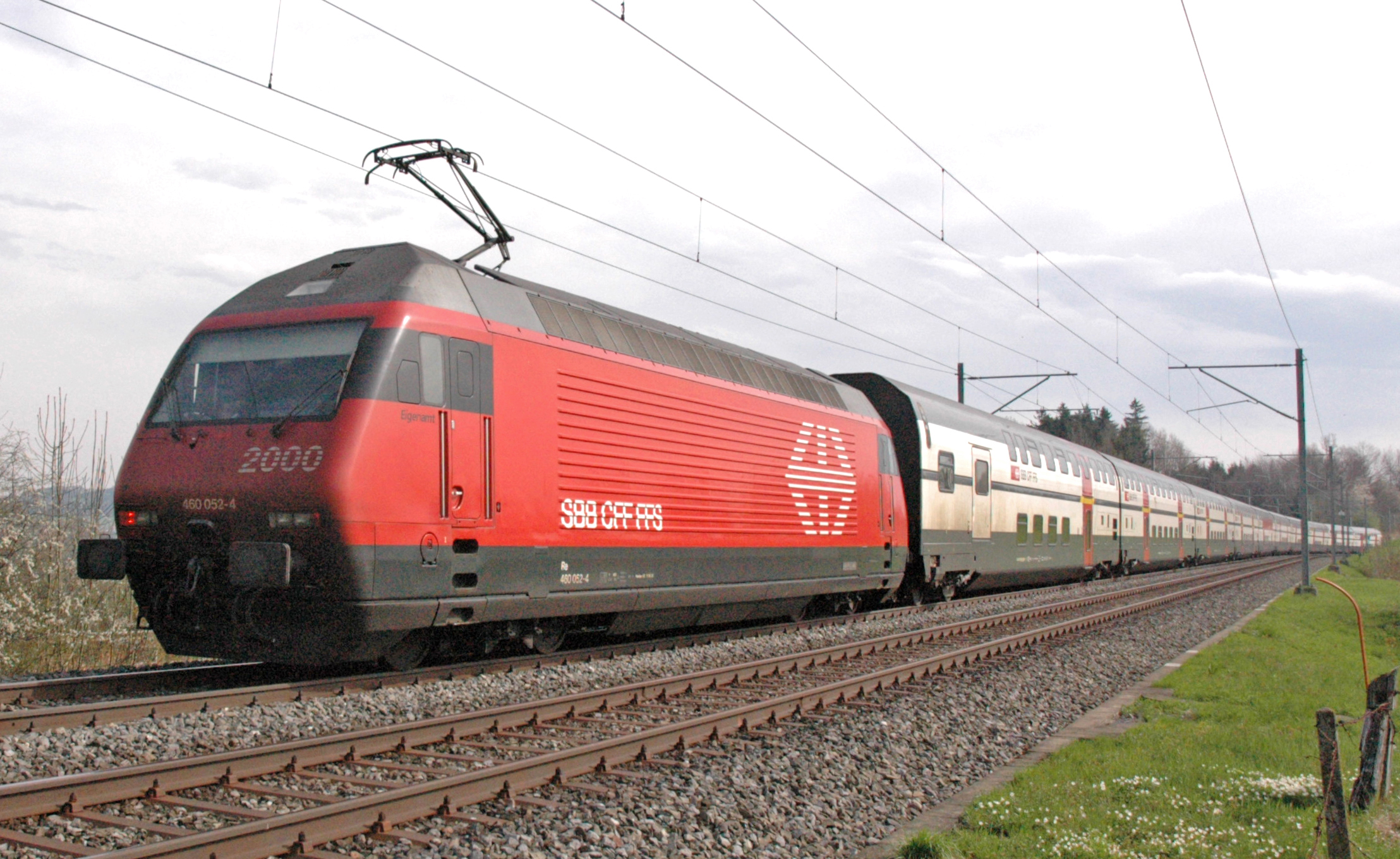
Egy SBB Re 460 az IC2000 kocsikkal

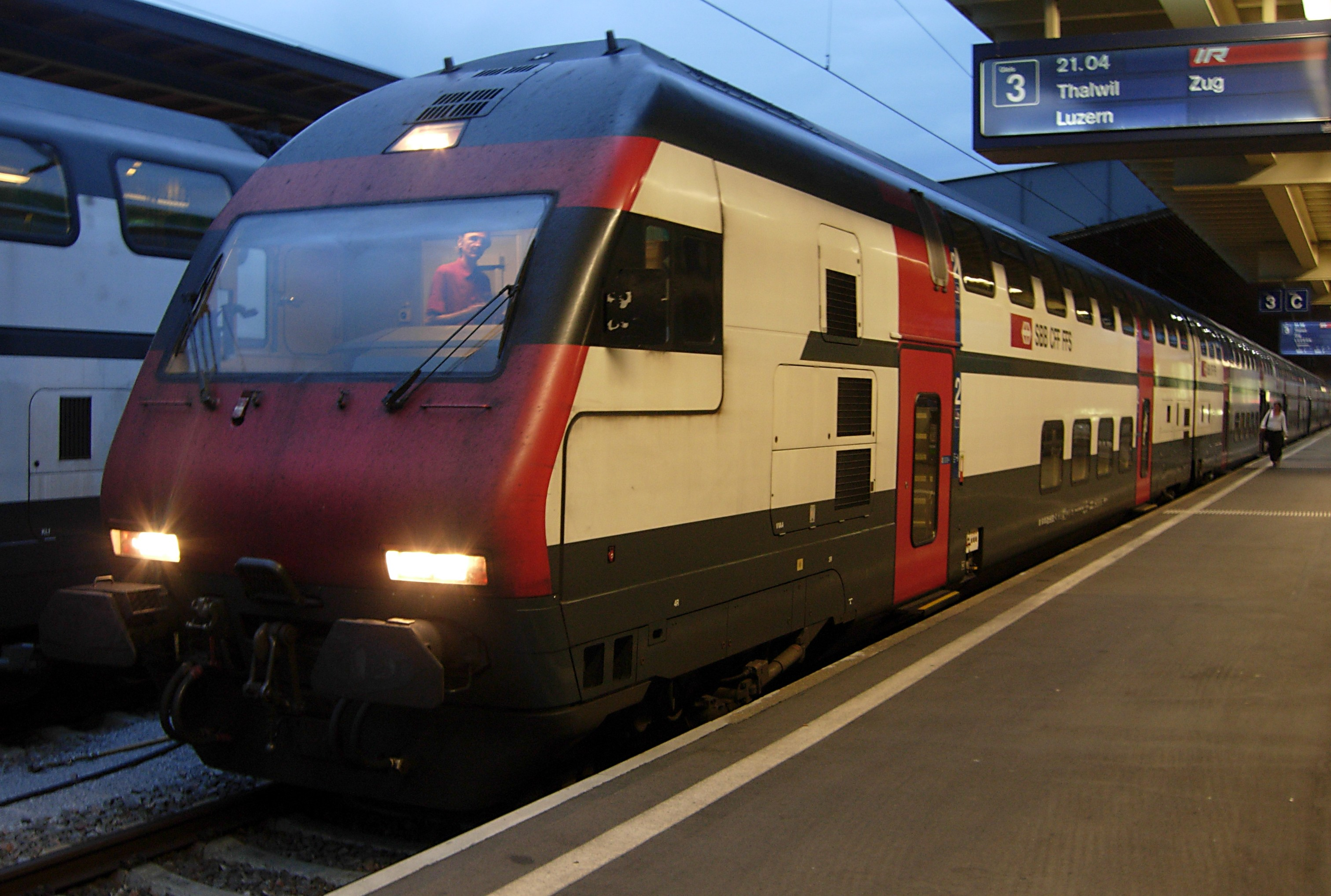
IC2000-Bt Zürich-ben

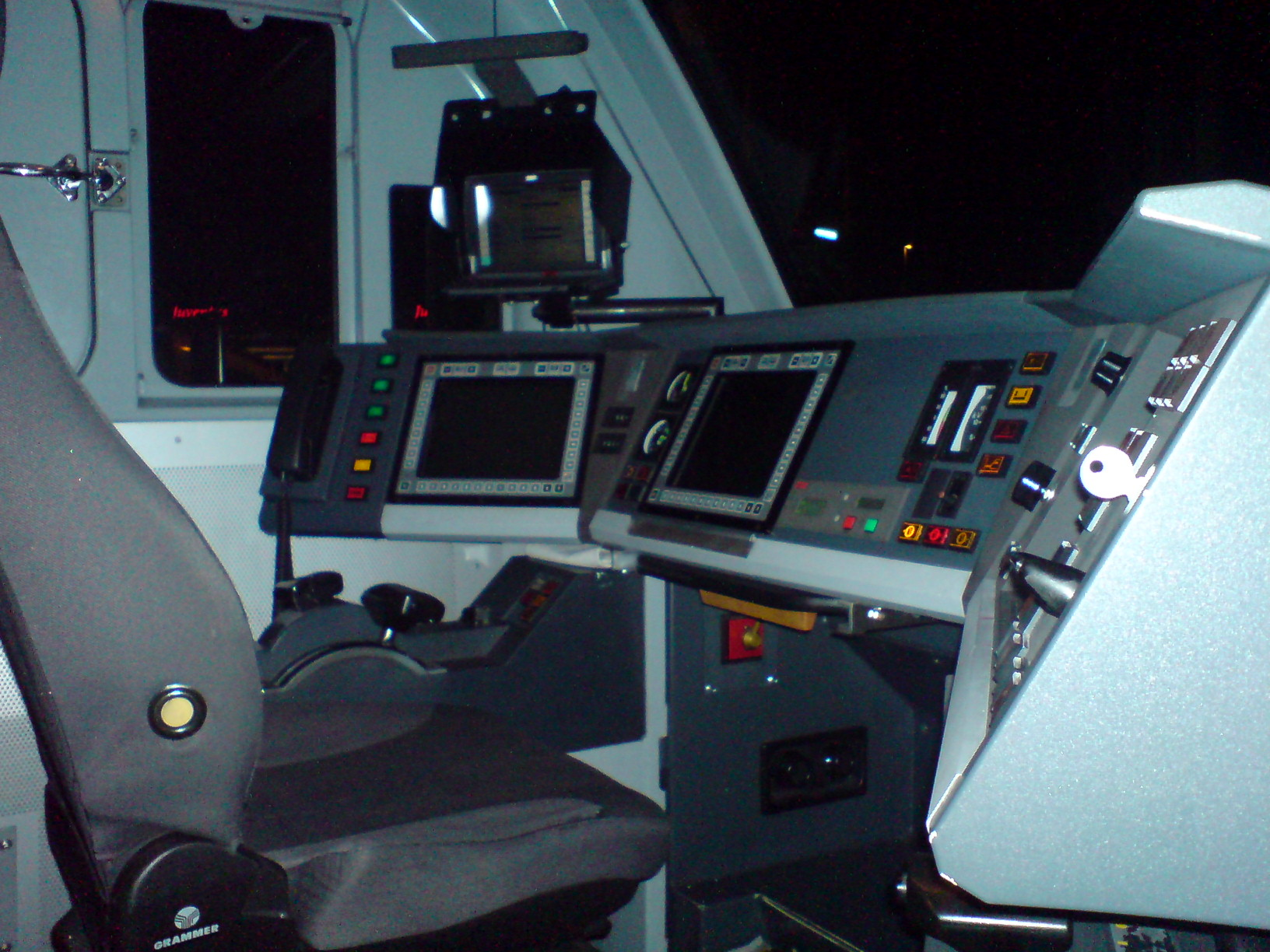
A vezérlőkocsi vezetőállása

Az IC 2000 egy svájci emeletes ingavonat.
Svájcban már az IC 2000 előtt is voltak emeletes vonatok a zürichi S-Bahn hálózaton, de ez volt az első olyan kétszintes vonat, amelyet a távolsági közlekedésben használtak. A kocsik között van étkező-, első- és másodosztályú kocsi is. A vonat könnyen felismerhető jellegzetes fekete-fehér színéről és a piros ajtókról. Az első osztályt felszerelték elektromos csatlakozókkal is.

## Vagontípusok
A szerelvény többféle kocsitípusból áll: Bt, B, BR/WRB, A, AD
| Darabszám | Típus    | Pályaszám                               |
| --------- | -------- | --------------------------------------- |
| 86        | A        | 50 85 16-94 000–085                     |
| 149       | B        | 50 85 26-94 000–148                     |
| 40        | Bt       | 50 85 26-94 900–919 50 85 26-94 920–939 |
| 40        | AD       | 50 85 86-94 000–039                     |
| 26        | WRB BR   | 50 85 88-94 000–015 50 85 66-94 016–025 |
| 341       | Összesen |                                         |

## Viszonylatok
2008-ban a vonatok az alábbi IC és IR viszonylatokon közlekedtek:
- St.Gallen-Zürich-Bern-Lausanne-Genf-Genf repülőtér
- Romanshorn-Zürich-Bern-Brig
- Interlaken-Bern-Olten-Bázel
- Biel-Bern
- Luzern-Zürich(-Zürichi repülőtér)
- Bern-Burgdorf-Olten
- Bázel-Zürich repülőtér (csak Zeitweise)
- Bázel-Zürich(-Chur)